# Wilson-inham
De Wilson-inham (Engels: Wilson Inlet) is een inham in de regio Great Southern in West-Australië.

## Geografie
De twee voornaamste rivieren die de inham instromen zijn de Denmark en de Hay. Verder wordt de inham ook nog gevoed door de rivieren Sleeman en Little en door de Cuppup-kreek. De Wilson-inham ligt 2 kilometer ten zuidoosten van Denmark en vangt neerslag op van een gebied dat 2.263 km² groot is en delen van de Shire of Denmark, de Shire of Plantagenet en de City of Albany omvat.
De inham is een door golven gedomineerd estuarium, 14 kilometer in lengte van oost naar west, 4 kilometer in breedte en beslaat een oppervlakte van 45,23 km². Ze heeft een gemiddelde diepte van 1,78 meter. De monding en de suatiegeulen die de inham verbinden met de Indische Oceaan bevinden zich aan de westkant. Ze worden van januari tot augustus afgesloten door een zandbank. Voorbij de zandbank bevindt zich de delta die onderhevig is aan het getijde van de oceaan. Wanneer de zandbank doorbroken wordt, wordt ook het estuarium tijdelijk gedomineerd door het getijde. De monding is 1,5 kilometer lang, 1 kilometer breed aan Poddy Point en 500 meter breed aan de kant van de oceaan. De zandbank is 150 meter breed en hoopt op tot 1,5 meter boven het GZN. De inham mondt, wanneer de zandbank het toelaat, via Nullaki Point aan het oostelijke uiteinde van Ocean Beach uit in de Indische Oceaan bij Ratcliffe Bay. Wanneer de kans op overstromingen zich voordoet wordt de zandbank door de Water Corporation doorbroken zodat het water uit de inham naar de oceaan kan stromen. In 2009 werd een nieuw protocol over het openbreken van de zandbank van kracht.

## Geschiedenis
De Windson-inham werd pas 8000 tot 6000 jaar geleden gevormd doordat een oude riviervallei vanwege het stijgende zeeniveau onder water kwam te staan. De Nyungah Aborigines waren de eerste mensen die in het opvanggebied van de inham leefden. Ze waren minder nomadisch dan de Aboriginesgemeenschappen ten noorden en ten oosten van het gebied. Ze leefden in de zomer aan de kust en 's winters landinwaarts. Er staan minstens tien historische Aboriginessites geregistreerd rond de Wilson-inham waaronder stenen fuiken, een plaats waar stenen bewerkt werden, een plaats waar oker werd gedolven, een Corroboree-plaats en kampplaatsen. De Wilson-inham wordt door de Nyungah "Koorabup" genoemd wat "plaats van de zwarte zwaan" betekent.
In 1628 bezochten de eerste Europeanen het zuidwesten van Australië. De omgeving van de Wilson-inham werd voor het eerst verkend door Thomas Braidwood Wilson tijdens een expeditie vanuit King George Sound in 1829. De inham werd naar hem vernoemd door gouverneur James Stirling. De eerste Europeanen die zich in de omgeving vestigden waren de families Randall en Young in de jaren 1880. Tussen 1895 en 1905 ontwikkelde er zich een houtindustrie en werd er een spoorweg aangelegd naar Albany. Om de spoorweg droog te houden diende de zandbank toen al af en toe doorbroken te worden. Vanaf de jaren 1920 tot ver in de 20e eeuw werd er in het opvanggebied van de inham ontbost om landbouwareaal te winnen. In 1959/60 werd een dam gebouwd in de Denmark waardoor er minder water de inham instroomde. In 1984 was 44% van het opvanggebied ontbost, slechts 38% bleef bos of werd nationaal park. Daardoor spoelen veel voedingsstoffen vanuit het opvanggebied naar de inham.

## Fauna en flora

### Flora
De Wilson-inham wordt omzoomd door rus (Juncus kraussi) en mirte (Melaleuca cuticularis). In de zoute kwelders zijn naast de juncus ook zeekraal (Sarcocornia quinqueflora) en samolus (Samolus repens) te vinden. In aangetaste kwelders zijn uitheemse grassen als baardgras (Polypogon monspeliensis) en Sporobolus virginicus aanwezig.

### Fauna
Het visbestand in de inham kan in drie groepen onderverdeeld worden. De eerste groep zijn de vissen die er hun hele levenscyclus doorlopen zoals de zeebrasem (Acanthopagrus butcheri), de napoleonvis (Gymnapistes marmoratus), platkopvissen en platvissen. Een andere groep vissen zijn deze die de inham als kweekvijver benutten zoals de witte baars (Sillaginodes punctatus), harders (Aldrichetta forsteri), de blauwbaars en de guldenkop. De derde groep zijn de oceaanvissen die zich in de inham komen voeden na hun eerste levensjaar zoals de horsmakrelen (Oligoplites saurus en Seriola hippos), haaien, tandbaarzen, morwongs en snappers (Etelis oculatus).
De inham biedt ook onderdak aan waadvogels (Charadriidae) en eendvogels. Een aantal migrerende waadvogels waaronder strandlopers en snippen, kieviten en plevieren en kluten (Himantopus) doen de inham aan in de zomer. Sommige populaties migratievogels zijn de laatste jaren dramatisch gekrompen doordat onderweg stopplaatsen zijn verloren gegaan.

## Milieuverontreiniging
Door menselijke activiteiten in het opvanggebied van de Wilson-inham is er waterverontreiniging in de inham. Ammoniak, nitraat en fosfaat vertonen te hoge waarden. De overheden proberen het probleem tegen te gaan.